# Lorenzo Comendich
Lorenzo Comendich o Commendich o Comendù o Comandù (Verona o Venezia, 1675 – Milano, 1720) è stato un pittore italiano.

## Biografia
Figlio di Giambattista, apprese i primi rudimenti dell'arte da Biagio Falcieri, poi continuò gli studi a Bologna applicandosi indefessamente.
Infine, sentendosi portato per dipingere battaglie, si trasferì a Parma e studiò presso la scuola di Francesco Monti, celebre in quel genere di pittura.
Lavorò a Milano presso il Barone Martini, che gli commissionò molte opere, tra le quali la rievocazione della sanguinosa Battaglia di Luzzara, che, si dice, presentata a Luigi XIV, fu da questi apprezzata tanto da richiederne all'artista una copia per sé.
Si stabilì definitivamente a Milano nel 1700 circa.
Secondo quanto afferma Pietro Cignaroli in una sua lettera, il Comendich, anche se spesso tardivo nell'adempiere i suoi obblighi contrattuali, aveva notevoli capacità, tanto che, avendo terminato un suo quadro Antonio Calza, questi non aveva potuto pareggiare l'abilità del Comendich stesso.

## Opere
- La Battaglia di Luzzara